# Fußball-Oberliga 1977/78
Die Saison 1977/78 der Oberliga war die vierte Saison der Oberliga als dritthöchste Spielklasse im Fußball in Deutschland nach der Einführung der zweigleisigen – später eingleisigen – 2. Fußball-Bundesliga zur Saison 1974/75.

## Oberligen
- Oberliga Berlin 1977/78
- Oberliga Nord 1977/78

## Aufstieg zur 2. Bundesliga
Neben zwei Direktaufsteigern gelangen dem SC Viktoria Köln, Wacker 04 Berlin, Borussia Neunkirchen und dem SC Freiburg jeweils als Gruppensieger sowie dem DSC Wanne-Eickel und Holstein Kiel jeweils als Gruppenzweiter in vier Aufstiegsrunden der Aufstieg in die 2. Bundesliga.